# Liceo classico Cesare Beccaria
Il liceo classico statale "Cesare Beccaria" di Milano è uno dei più antichi istituti scolastici presenti e attivi in Italia.

## Le scuole arcimbolde
Il religioso milanese Giambattista Arcimboldi lasciò nel 1603 più di 5 000 scudi romani e beni immobili ai padri barnabiti per impiegarne i frutti «nell'educazione dei poveri». Le scuole Arcimbolde vennero costruite vicino alla chiesa di Sant'Alessandro, in piazza San Giovanni in Conca ora Piazza Missori e furono inizialmente private per poi diventare pubbliche, come da desiderio dell'Arcimboldi, nel 1609. Le scuole pubbliche vennero solennemente inaugurate dal cardinale Federico Borromeo.
Le scuole sopravvissero ai cambi di dominazione di Milano, dalla spagnola all'austriaca. Con l'arrivo dei francesi, le scuole diventarono licei.

## Il collegio di Sant'Alessandro
Nel 1810 l'ordine dei barnabiti venne sciolto e le scuole presero il nome di sant'Alessandro. 
Il ritorno degli austriaci nel 1815 non modificò l'ordinamento scolastico. A causa della sua popolazione Milano ebbe diritto a due licei: il liceo municipale di Sant'Alessandro ed il liceo municipale di Porta Nuova. 
Con il Regno d'Italia i licei ebbero cinque classi ginnasiali e tre liceali.

## Il Beccaria

1971, durante gli anni della contestazione studentesca: il vicequestore Patania, con la fascia tricolore in mano, ordina a un picchetto di studenti di spostarsi dall'ingresso della scuola.

Nel 1865 le scuole italiane vennero dedicate a personalità locali o nazionali. A Milano il liceo di Sant'Alessandro diventa il «liceo Beccaria», quello di Porta Nuova diventa il «liceo Parini».
Nel 1941 le classi inferiori del ginnasio vengono distaccate a formare la scuola media.
Nel 1957 il liceo venne trasferito da piazza Missori (il nuovo nome di piazza San Giovanni in Conca) alla nuova sede di via Linneo, dove si trova ancor oggi.
Nel maggio del 2003 venne celebrato il quattrocentesimo anniversario della fondazione. Nell'occasione venne scritto il volumetto Dalle scuole arcimbolde al liceo Beccaria - Quattrocento anni di storia edito dalla FrancoAngeli.
Nel liceo sono conservati gli archivi delle scuole arcimbolde e un piccolo museo di strumentazione fisica e chimica. Dal 1603 a oggi la scuola è rimasta ininterrottamente in attività.